# Plebiscyt Przeglądu Sportowego 1996
62. Plebiscyt Przeglądu Sportowego na najlepszego sportowca Polski zorganizowano w 1996 roku.

## Wyniki
1. Renata Mauer - strzelectwo (2 179 599 pkt.)
2. Paweł Nastula - judo (2 114 351)
3. Andrzej Wroński - zapasy (1 393 123)
4. Robert Korzeniowski - lekkoatletyka (1 262 109)
5. Ryszard Wolny - zapasy (1 134 916)
6. Włodzimierz Zawadzki - zapasy (1 062 803)
7. Mateusz Kusznierewicz - żeglarstwo (1 043 295)
8. Artur Partyka - lekkoatletyka (1 011 262)
9. Aneta Szczepańska - judo (989 497)
10. Marek Citko - piłka nożna (631 240)